# MILNET

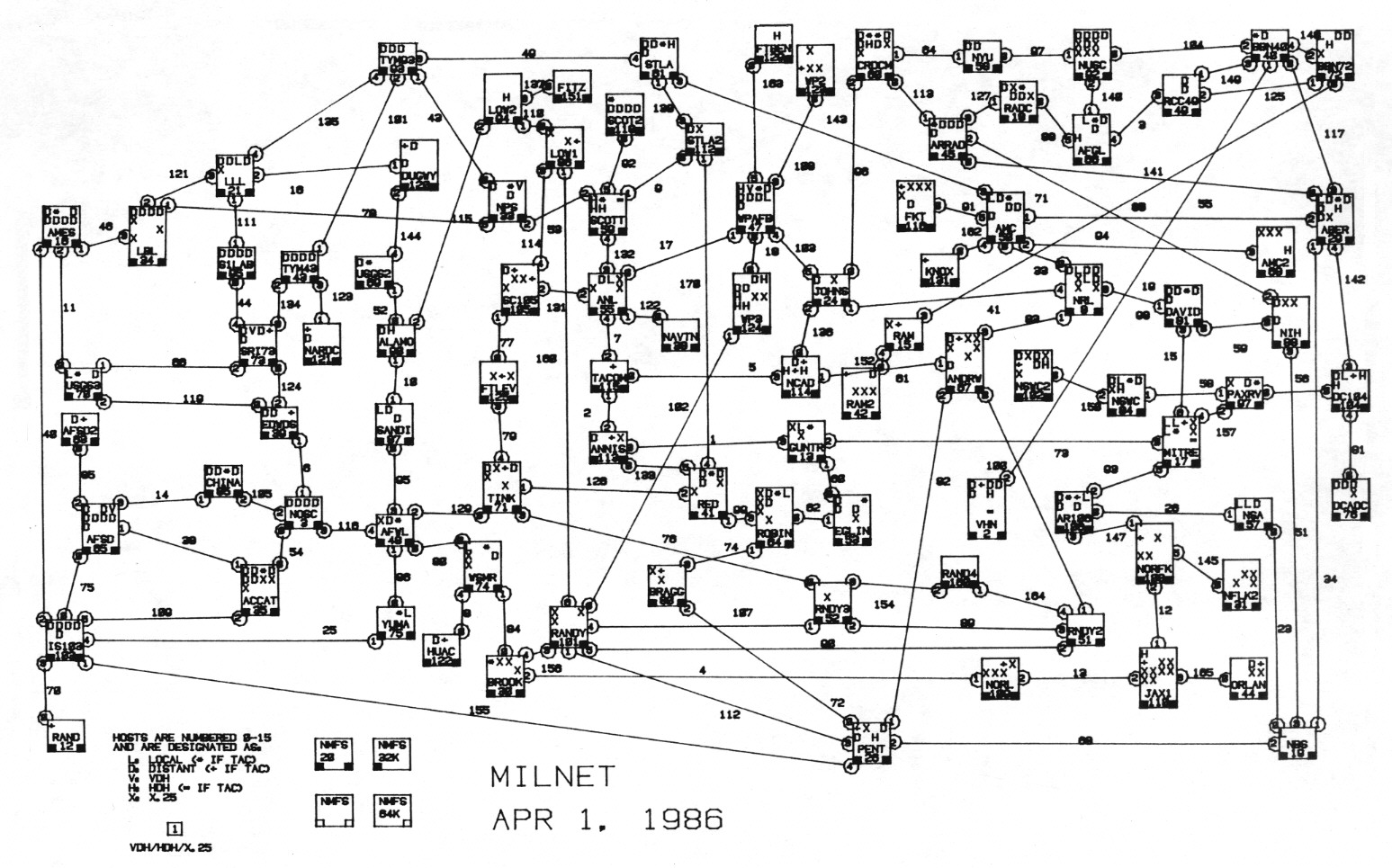
Mapa lógico MILNET - Estados Unidos, abril de 1986.

A MILNET (Military Network), criada em 1983 foi uma rede que cuidava das informações militares dos Estados Unidos da América (EUA). Inicialmente era uma expansão da ARPANET, da qual foi fisicamente separada naquele ano.
Na década de 90, o nome mudou-se para NIPRNET.